# Merry-Sec
Merry-Sec es una localidad y comuna francesa situada en la región de Borgoña, departamento de Yonne, en el distrito de Auxerre y cantón de Courson-les-Carrières.

## Demografía
| 976 | 532 | 467 | 447 | 498 | 484 | 461 | 506 | 517 | 516 | 519 | 498 | 502 | 472 | 451 | 411 | 392 | 351 | 382 | 380 | 279 | 287 | 277 | 235 | 234 | 203 | 186 | 206 | 150 | 141 | 143 | 179 | 176 |
| Para los censos de 1962 a 1999 la población legal corresponde a la población sin duplicidades (Fuente: INSEE [Consultar]) |     |     |     |     |     |     |     |     |     |     |     |     |     |     |     |     |     |     |     |     |     |     |     |     |     |     |     |     |     |     |     |     |